# Stjernen Hockey
Stjernen Hockey är en ishockeyklubb från Fredrikstad grundad 1960, som spelar sina hemmamatcher i Stjernehallen.   Stjärnans A-lag spelar i Fjordkraftligaen sedan 1974. Klubben har blivit norsk mästare två gånger 1981, 1986 och seriemästare en gång i 1986/87. Stjärnans A-lag har kämpat för att ta sig hela vägen tillbaka till toppen, men i 2005/06 var Stjernen den närmaste utmanaren till ligaguld. Den byggs  ny multifunktionell arena, arenan kommer att ligga i Fredrikstad och kommer att ersätta den nuvarande Stjernehallen. 

## Utmärkelser
- Norska mästare: 1980/81 och 1985/86
- Seriemästere: 1986/87

## Kända tidigare spelare
- Norge Morten Finstad
- Norge Ørjan Løvdal
- Norge Anders Fredriksen
- Norge Trond Magnussen
- Norge Bjørge Josefsen
- Norge Tore Vikingstad
- Norge René Hansen
- Norge Rolf Kirkvaag Jr.
- Norge Pål Grotnes
- Norge Rune Gulliksen